# Poulton, Kent
Poulton var en civil parish fram till 1934 då den blev en del av Hougham Without och Dover, i grevskapet Kent, i England. Civil parish hade 65 invånare år 1931. Byn nämndes i Domedagsboken (Domesday Book) år 1086, och kallades då Poltone.